# لی اینگلبای
لی اینگلبای (انگلیسی: Lee Ingleby؛ زادهٔ ۲۸ ژانویهٔ ۱۹۷۶) بازیگر اهل بریتانیا است. وی از سال ۱۹۹۷ میلادی تاکنون مشغول فعالیت بوده‌است.
از فیلم‌ها یا برنامه‌های تلویزیونی که وی در آن نقش داشته‌است، می‌توان به هری پاتر و زندانی آزکابان، برای همیشه، ناخدا و فرمانده: آخر دنیا، خانه وارونه، پناهگاه و آقای ترنر اشاره کرد.